# Trogirski zaljev
Trogirski zaljev – zatoka w Chorwacji, część Morza Adriatyckiego.

## Opis
Jest położona pomiędzy stałym lądem w okolicy Trogiru a wyspą Čiovo. Jej wymiary to 12 × 2,5 km, a maksymalna głębokość wynosi 50 m. Poprzez Trogirski kanal połączona jest z zatoką Kaštelanski zaljev. Jest także połączona z kanałami Drveničkim i Splitskim. Nad zatoką położone są m.in. następujące miejscowości: Marina, Seget Donji, Seget Vranjica i Trogir.